# Фуркан Алдемир
Фуркан Алдемир (тур. Furkan Aldemir; Измир, 9. август 1991) је турски кошаркаш. Игра на позицијама крилног центра и центра, а тренутно наступа за Дарушафаку.

## Успеси

### Клупски
- Галатасарај:
  - Првенство Турске (1): 2012/13.
  - Куп Председника (1): 2012.

- Дарушафака:
  - Еврокуп (1): 2017/18.

### Појединачни
- Ол-стар утакмица Првенства Турске (2): 2010, 2012.
- Најбољи блокер Првенства Турске (1): 2009/10.
- Најбољи скакач Европског првенства до 20 година (2): 2010, 2011.

### Репрезентативни
- Европско првенство до 18 година:  2009.